# Paz e Amor (filme)
Paz e Amor é um filme brasileiro do gênero comédia musical de 1910, dirigido por Alberto Moreira, com roteiro de Zeca Patrocínio, usando o pseudônimo de Antônio Simples, e produção da William & Cia, estúdio cinematográfico pertencente a William Auler. Alberto Botelho, considerado o maior cinegrafista do cinema brasileiro, foi o operador da câmera. No elenco principal estavam as estrelas do cinema mudo Ismênia Mateus, Mercedes Villa e Antônio Cataldi. A fita era uma crítica ao até então Presidente da República Nilo Peçanha, que ao assumir o governo, teria declarado aos repórteres: "Farei um governo de paz e amor". O nome das personagens principais encobriam figuras conhecidas no cenário político e social do Rio de Janeiro, sendo o nome do personagem principal, Olin I, um anagrama para Nilo.
O filme era um cantante e falante, termo utilizado para denominar filmes onde os atores ficavam por trás da tela dublando-se ao vivo, uma técnica criada antes da invenção do som ao cinema. Paz e Amor foi lançado em 25 de abril de 1910, sendo considerado um dos maiores sucessos do cinema mudo brasileiro. Mesmo com todo esse sucesso conquistado pelo filme, ele permaneceu na obscuridade durante anos, até ser considerado totalmente perdido. A película também teve uma versão colorida, usando a técnica dos negativos sendo pintados a mão.

## Elenco
- Luís Bastos como Tibúrcio da Anunciação
- Ismênia Mateus como Candidatura
- Amica Pelissier como Presidência
- Mercedes Villa como Vatapá
- Antônio Cataldi como Olin I
- Laura Grassi
- Santucci
- Georgio
- David
- João
- Asdrúbal Miranda
- Samuel Rosalvos
- Maria Roldan
- Maria da Piedade